# Dźwięczność
Dźwięczność (fonacja) – jedna z cech artykulacji głosek związana z pracą więzadeł głosowych. Głoski wymawiane z wymuszeniem drgań więzadeł przy produkcji dźwięku nazywane są głoskami dźwięcznymi, natomiast wymawiane bez ich drgania nazywane są głoskami bezdźwięcznymi.
W węższym znaczeniu dźwięczność oznacza cechę artykulacyjną głoski dźwięcznej odróżniającą ją od odpowiadającej jej pod względem miejsca i sposobu artykulacji głoski bezdźwięcznej, np. głoska [d] różni się od głoski [t] właśnie dźwięcznością. Cecha braku tak zdefiniowanej dźwięczności, charakteryzująca głoskę [t], nazywa się bezdźwięcznością. Dźwięczność jest stałą cechą samogłosek, w przypadku spółgłosek jest cechą fakultatywną (tzn. istnieją spółgłoski dźwięczne i bezdźwięczne).
W wielu językach świata, w tym w języku polskim czy angielskim, dźwięczność jest cechą fonologicznie relewantną – pełni funkcję rozróżniania fonemów, np. w języku polskim wyrazy pary minimalnej „kody” i „koty”, różniące się dźwięcznością jednej z głosek, różnią się też znaczeniem (a więc d i t są oddzielnymi fonemami). Istnieją też języki, w których dźwięczność nie ma funkcji dystynktywnej (tak jest m.in. w języku tamilskim).